# Chock (schackvariant)
Den här artikeln använder algebraisk schacknotation för att beskriva schackdragen.
Chock är en lagvariant av schack avsedd för fyra personer, där två tvåmannalag (bestående av två personer vardera) spelar två schackpartier samtidigt på två schackbräden (ofta med begränsad betänketid). En spelare i laget är vit, och den andra är svart. Båda partierna börjar samtidigt, med samma betänketid (om någon finns) från början.
Till skillnad från vanligt schack, som tillhör gruppen spel med fullständig information, har chock inslag av tur (begränsat till motståndaren). Stormästaren Nils Grandelius påpekar dock att det är beroendet av en medspelare som gör chock till en rolig schackvariant.
Chock förekommer vanligtvis på klubbnivå, och är populär bland juniorer.

## Pjäsväxling

Ett parti mellan två lag.

När den ena spelaren från ett lag slår en pjäs av sin motståndare, kan den andra medspelaren sätta in pjäsen i sitt parti som ett drag (detta är möjligt eftersom motståndaren och medspelaren har samma färg). Spelarna kan sätta in pjäserna när som helst under partiets gång, och pjäserna räknas som vanliga pjäser.

## Regler
Reglerna för chock varierar kraftigt beroende på spelarnas respektive klubbens traditioner. Vanliga regler är bland annat att det är förbjudet att sätta in en pjäs i schackmatt. Det brukar dock vara tillåtet att sätta in en pjäs i schackning. I vissa sällsynta varianter kan spelare även "köpa tid" för sina pjäser, genom att ge pjäser till motståndaren och få tid i utbyte. Det är oftast förbjudet att sätta in bönder på den första eller sista raden, för då skulle bonden promoveras. Bönder får dock ställas in i den näst första respektive sista raden. Om en förvandlad bonde slås, får motståndaren endast en bonde, och inte den pjäs bonden promoverades till. Detta gäller oavsett när bonden slås.
Båda partierna är slut när en av de fyra spelarna gör schackmatt.
Regelmässigt liknar chock den internationella lagvarianten Bughouse chess, där lokala regler också förekommer. Tvåmannavarianten Crazyhouse chess spelas också världen över.

## Maskning
Taktiken maskning förekommer ofta inom denna variant. Till skillnad från övriga sporter, där maskning innebär passivt spel, innebär maskning i chock att en spelare inte gör något drag alls. Detta medför dock risken att förlora på tid. Maskning förekommer ofta när en spelare står i en uppgiven position, eller när lagkamraten står bättre, i väntan på att denne istället ska sätta sin motståndares kung schackmatt. Problemet är att lagkamratens motståndare också kan maska; i sådant fall vinner laget vars "maskare" har mest tid kvar på klockan.